# Conrad al II-lea de Luxemburg

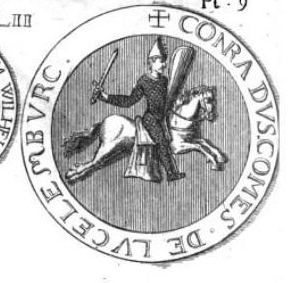
Sigiliul lui Conrad al II-lea de Luxemburg

Conrad al II-lea (d. 1136) a fost conte de Luxemburg de la 1131 până la moarte.
Conrad a fost fiul și succesorul contelui Wilhelm I de Luxemburg. Mama sa a fost Matilda sau Luitgarda de Northeim.
Conrad a fost căsătorit cu Ermengarda, fiică a contelui Otto al II-lea de Zutphen. Conrad al II-lea a murit fără a avea urmași pe linie masculină, drept pentru care comitatul de Luxemburg a revenit Imperiului. Însă împăratul nu își dorea ca posesiunea să fie guvernată de cea mai apropiată rudă a lui Conrad, Henric de Grandpré, care era un senior francez, iar comitatul ar fi putut fi astfel atașat coroanei Franței. Ca urmare, el a acordat comitatul lui Henric, văr al lui Conrad și viitor conte de Namur.